# 소말리아줄무늬두더지쥐
소말리아줄무늬두더지쥐(Fukomys ilariae)는 뻐드렁니쥐과에 속하는 설치류의 일종이다. 로워 샤벨레에서 서식하는 것으로 추정하고 있다. 다른 두더지쥐와 달리, 소말리아줄무늬두더지쥐는 짧고 굽은 발톱을 갖고 있으며 지하 대신에 주로 바위에서 생활한다. 종소명(ilariae)은 1994년 소말리아와 이탈리아 사이의 유독물질 운반에 대해 조사하던 중 모가디슈에서 그녀의 카메라맨 미란 호브라틴과 함께 암살당한 이탈리아 언론인 일라리아 알피(Ilaria Alpi)의 이름에서 유래했다.